# Liski

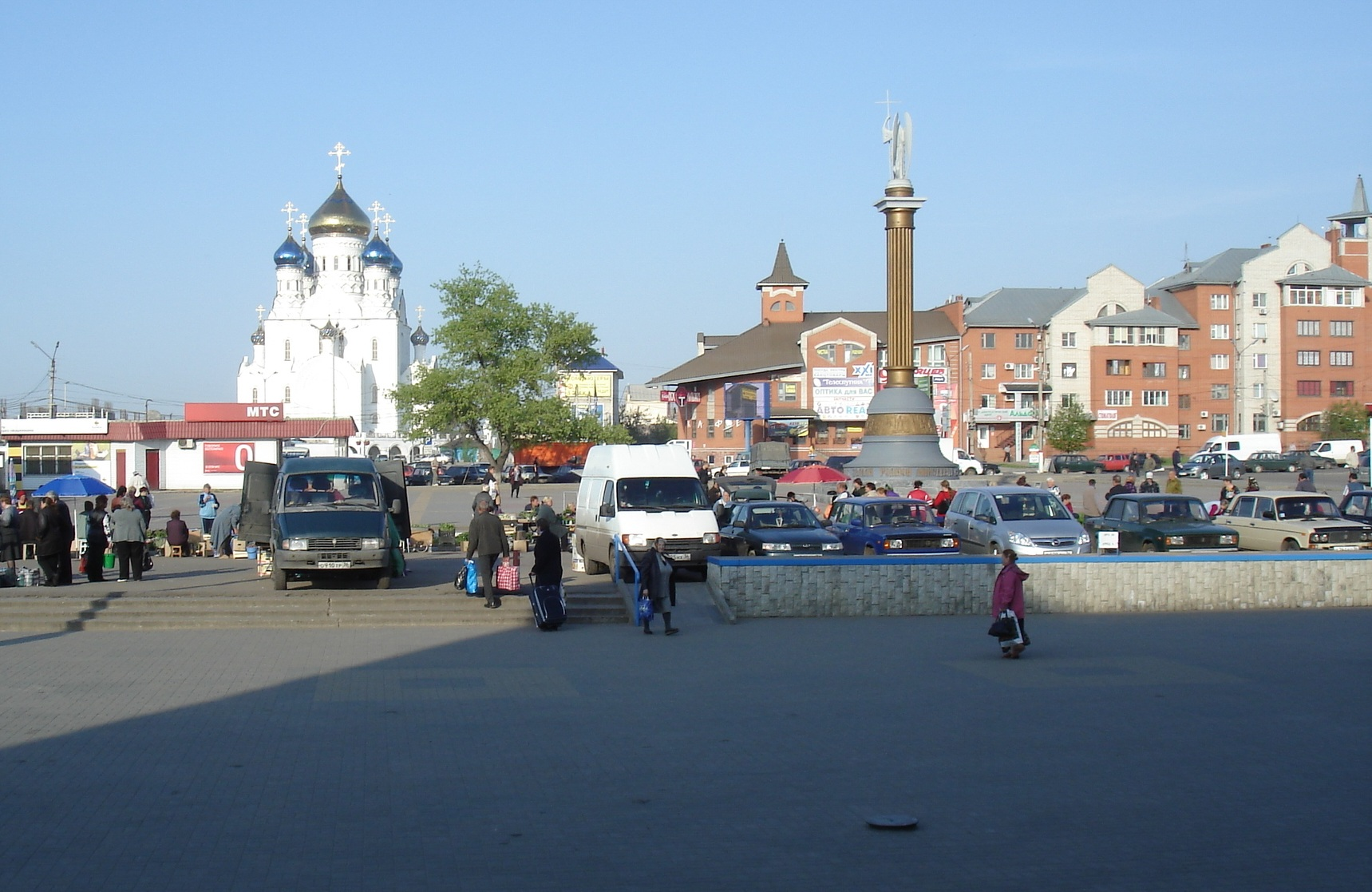

Liski (ru. Лиски) este un oraș în partea de vest a Federației Ruse, în Regiunea Voronej. La recensământul din 2002 avea o populație de 55.893 locuitori.
În perioada 1965-1990, orașul a purtat denumirea oficială Gheorghiu-Dej (Георгиу-Деж), drept evocare a politicianului comunist Gheorghe Gheorghiu-Dej.